# Eupycnogonida
Eupycnogonida – klad stawonogów z podtypu szczękoczułkopodobnych i gromady kikutnic.
Obejmują wszystkie kikutnice z wyjątkiem dwóch wymarłych rodzajów – kambryjskiego Cambropycnogon i ordowickiego Palaeomarachne. Charakteryzują się pierwszym segmentem tułowia zlanym z niepodzieloną głową w jedną tagmę – cefalosomę, podczas gdy pozostałe segmenty tułowia formują osobną tagmę z trzema, czterema lub pięcioma parami odnóży krocznych. Brak u nich choćby szczątkowej formy czułków. W zapisie kopalnym znane są od syluru, w którym to okresie reprezentowane były przez Haliestidae.